# Ливень (фильм, 1998)
«Ливень» (англ. Hard Rain) — остросюжетный фильм 1998 года режиссёра Микаэля Саломона. Международное совместное производство США, Дании, Великобритании, Германии и Японии.

## Сюжет
Во время сильного ливня инкассаторы Том и его дядя Чарли забирают 3 миллиона долларов из банка города Хантингбург, население которого эвакуировано вследствие наводнения. Они попадают в засаду, устроенную Джимом и его бандой: Кенни, Мэлором и Рэем. Чарли вызывает Национальную гвардию, Кенни его застреливает, а Том сбегает, пряча деньги на кладбище.
Грабители преследуют Тома, который скрывается в церкви, где Карэн принимает его за мародёра и оглушает. Он приходит в себя в камере, и рассказывает шерифу Майку Коллинзу о банде и деньгах. Шериф и помощник Уэйн Брайс оставляют его запертым, а сами отправляются расследовать дело, приказывая помощнику Филу отвезти Карэн из города. Карэн толкает Фила за борт лодки, чтобы вернуться в церковь, которую она реставрирует.
Смотритель дамбы Хэнк вынужден открыть шлюзы, вызывая большую волну и усиливая потоп. Том заперт в клетке, когда вода прибывает. Карэн спасает его и они прячутся от банды. Кенни убивает током. Они входят в дом, где их принимают за мародёров пожилые хозяева Дорин и Генри Сирс, которые не эвакуировались, чтобы сохранить своё имущество. Генри даёт Тому свою лодку, чтобы тот вернулся к инкассаторской машине. Выйдя из машины, он обнаруживает, что банда взяла пожилую пару в заложники. Том соглашается рассказать преступникам, где деньги.
Джим сообщает Тому, что Чарли был в сговоре с грабителями и в действительности не вызывал Национальную гвардию. Он был убит только из-за того, что Кенни не знал, что Чарли на их стороне. Том обнаруживает, что деньги исчезли. Они у шерифа, его заместителей и Хэнка, которые собираются их присвоить себе.
Мэлор и Рэй погибают в перестрелке, а Том и Джим прячутся в церкви. Уэйн отвозит Карэн к ней домой, чтобы потом там её изнасиловать. Остальные поджигают церковь, а затем врываются туда на моторных лодках через витражные окна. Карэн, защищаясь, смертельно ранит Уэйна перочинным ножом. Хэнк застреливает Фила, упустившего возможность убить Тома.
На дамбе раздаётся сигнал тревоги. Коллинз предлагает Тому и Джиму позволить ему с Хэнком забрать себе пару мешков с деньгами. Джим отказывается. Том отправляется спасать Карэн, а Коллинз ранит Джима с помощью спрятанного на ноге пистолета. Коллинз и Хэнк уплывают на лодке. Коллинз толкает Хэнка за борт, и тот гибнет при взрыве резервуара с газом.
Том находит Карэн прикованной наручниками к перилам. Он освобождает её и они, спасаясь от воды, взбираются на крышу, где их настигает шериф. Джим появляется на лодке. Коллинз стреляет в него, делая тем самым лодку неуправляемой. Двигатель отрывается и, падая на Коллинза, сталкивает его в воду. Коллинз пытается застрелить Карэн и забрать мешок с деньгами, но Том с Джимом убивают его. Появляется полиция штата, Том советует Джиму скрыться. Джим забирает себе мешок Коллинза и уплывает. Том рассказывает Карэн о повреждениях церкви.

## В ролях
| Актёр            | Роль                         |
| ---------------- | ---------------------------- |
| Кристиан Слейтер | инкассатор Том               |
| Морган Фримен    | лидер грабителей Джим        |
| Рэнди Куэйд      | шериф Майк Коллинз           |
| Минни Драйвер    | девушка-реставратор Карэн    |
| Эдвард Аснер     | инкассатор, дядя Тома Чарли  |
| Дэнн Флорек      | грабитель мистер Мэлор       |
| Майкл Гурджиан   | грабитель Кенни              |
| Рикки Хэррис     | грабитель Рэй                |
| Марк Ролстон     | помощник шерифа Уэйн Брайс   |
| Питер Марник     | помощник шерифа Фил          |
| Уэйн Дювалл      | смотритель дамбы Хэнк        |
| Ричард Дизарт    | пожилой горожанин Генри Сирс |
| Бетти Уайт       | жена Генри Дорин Сирс        |
| Рэй Бэйкер       | бывший мэр                   |